# Burton (Nebraska)
Burton é uma vila localizada no estado americano de Nebraska, no Condado de Keya Paha.

## Demografia
Segundo o censo americano de 2000, a sua população era de 11 habitantes. 
Em 2006, foi estimada uma população de 10, um decréscimo de 1 (-9.1%).

## Geografia
De acordo com o United States Census Bureau, a localidade tem uma área de 0,3 km², sem área coberta por água. Burton localiza-se a aproximadamente 653 m acima do nível do mar.

## Localidades na vizinhança
O diagrama seguinte representa as localidades num raio de 40 km ao redor de Burton. 